# Loganville (Wisconsin)
Pour les articles homonymes, voir Loganville.
Loganville est un village du comté de Sauk, dans l'État du Wisconsin, aux États-Unis. En 2020, il comptait une population de 301 habitants.